# Momordica henriquesii
Momordica henriquesii är en gurkväxtart som beskrevs av Célestin Alfred Cogniaux. Momordica henriquesii ingår i släktet Momordica och familjen gurkväxter. Inga underarter finns listade i Catalogue of Life.